# Hoquei sobre herba als Jocs Olímpics d'estiu de 1968
Als Jocs Olímpics d'Estiu de 1968 celebrats a Ciutat de Mèxic (Mèxic) es realitzà una competició en hoquei sobre herba en categoria masculina entre els dies 13 i 26 d'octubre de 1968 a l'Estadi Municipal de Ciutat de Mèxic.

## Comitès participants
Hi participaren un total de 252 jugadors d'hoqui de 16 comitès nacionals diferents:
| - Argentina - Austràlia - Bèlgica - Espanya | - França - Índia - Japó - Kenya | - Malàisia - Mèxic - Nova Zelanda - Pakistan | - Països Baixos - Regne Unit - RDA - RFA |

## Resum de medalles
| Prova              | Or | Argent | Bronze |
| Hoquei sobre herba | PakistanLaeeq Ahmed · Riaz Ahmed · Gulrez Akhtar · Saeed Anwar · Mohammad Asad · Mohammad Ashfaq · Tariq Aziz · Jehangir Ahmed Butt · Farooq Ahmad Khan · Tanvir Ahrned Dar · Khalid Mahmood Hussain · Zakir Hussain · Tariq Niazi · Abdul Rashid · Fazal Rehman · Qazi Salahuddin · Anwar All Shah · Riaz Ud Din | AustràliaArthur Busch · Paul Dearing · Raymond Evans · Brian Glencross · Robert Haigh · Donald Martin · James Mason · Donald McWatters · Patrick Nilan · Eric Pearce · Gordon Pearce · Julian Pearce · Desmond Piper · Fredrick Quine · Ronald Riley · Donald Smart | ÍndiaRajendra Absolem · Perumal Krishnamurthy · John Peter · Inamur Rehman · Munir Sait · Ajitpal Singh · Dr.Prithipal Singh · Gurbux Singh · Dharam Singh · Balbir Singh I · Balbir Singh II · Balbir Singh III · Harmik Singh · Jagjit Singh · Harbinder Singh · Tarsem Singh · Inder Singh · Gurbaksh Singh |

## Medaller
| Posició | País      | Or | Argent | Bronze | Total |
| 1       | Pakistan  | 1  | 0      | 0      | 1     |
| 2       | Austràlia | 0  | 1      | 0      | 1     |
| 3       | Índia     | 0  | 0      | 1      | 1     |

## Resultats

### Primera fase
Grup A
| Equip        | Pts | J | G | E | P | GF | GC |
| ------------ | --- | - | - | - | - | -- | -- |
| Índia        | 12  | 7 | 6 | 0 | 1 | 20 | 4  |
| RFA          | 11  | 7 | 5 | 1 | 1 | 15 | 5  |
| Nova Zelanda | 10  | 7 | 3 | 4 | 0 | 8  | 4  |
| Espanya      | 7   | 7 | 2 | 3 | 2 | 7  | 5  |
| Bèlgica      | 7   | 7 | 3 | 1 | 3 | 14 | 9  |
| RDA          | 6   | 7 | 2 | 2 | 3 | 7  | 10 |
| Japó         | 3   | 7 | 1 | 1 | 5 | 4  | 14 |
| Mèxic        | 0   | 7 | 0 | 0 | 7 | 2  | 26 |

| - Índia 2-1 RFA - Índia 1-0 RDA - Índia 2-1 Bèlgica - Índia 1-0 Espanya - Índia 5-0 Japó - Índia 8-0 Mèxic - Nova Zelanda 2-1 Índia - RFA 3-2 RDA - RFA 2-0 Bèlgica - RFA 2-0 Espanya - RFA 2-0 Japó - RFA 5-1 Mèxic - RFA 0-0 Nova Zelanda - Nova Zelanda 1-1 RDA | - Nova Zelanda 1-1 Bèlgica - Nova Zelanda 1-1 Espanya - Nova Zelanda 1-0 Japó - Nova Zelanda 2-0 Mèxic - Espanya 1-1 RDA - Espanya 2-0 Bèlgica - Espanya 0-0 Japó - Espanya 3-0 Mèxic - Bèlgica 4-0 RDA - Bèlgica 4-2 Japó - Bèlgica 4-0 Mèxic - RDA 1-0 Japó - RDA 2-0 Mèxic - Japó 2-1 Mèxic |

Grup B
| Equip         | Pts | J | G | E | P | GF | GC |
| ------------- | --- | - | - | - | - | -- | -- |
| Pakistan      | 14  | 7 | 7 | 0 | 0 | 23 | 4  |
| Austràlia     | 9   | 7 | 4 | 1 | 2 | 12 | 5  |
| Kenya         | 9   | 7 | 4 | 1 | 2 | 11 | 6  |
| Països Baixos | 8   | 7 | 4 | 0 | 3 | 11 | 11 |
| França        | 5   | 7 | 2 | 1 | 4 | 2  | 5  |
| Regne Unit    | 5   | 7 | 2 | 1 | 4 | 6  | 8  |
| Argentina     | 3   | 7 | 1 | 1 | 5 | 4  | 20 |
| Malàisia      | 3   | 7 | 0 | 3 | 4 | 2  | 12 |

| - Pakistan 5-0 Argentina - Pakistan 3-2 Austràlia - Pakistan 1-0 França - Pakistan 2-1 Regne Unit - Pakistan 6-0 Països Baixos - Pakistan 2-1 Kenya - Pakistan 4-0 Malàisia - Austràlia 3-1 Argentina - Austràlia 0-0 Regne Unit - Austràlia 2-0 Països Baixos - Austràlia 2-0 Kenya - Austràlia 3-0 Malàisia - Kenya 2-1 Argentina - Kenya 2-0 França | - Kenya 3-0 Regne Unit - Kenya 2-0 Països Baixos - Kenya 1-1 Malàisia - Països Baixos 7-0 Argentina - Països Baixos 1-0 França - Països Baixos 2-1 Regne Unit - Països Baixos 1-0 Malàisia - França 1-0 Austràlia - França 1-0 Regne Unit - França 0-0 Malàisia - Regne Unit 2-0 Argentina - Regne Unit 2-0 Malàisia - Argentina 1-0 França - Argentina 1-1 Malàisia |

### Semifinals
|  | Semifinals   | Semifinals   |   |              | Final        | Final |
|  |              |              |   |              |              |       |
|  | 24 d'octubre |              |   |              |              |       |
|  | Austràlia    | 2            |   |              |              |       |
|  | Índia        | 1            |   |              |              |       |
|  |              |              |   |              |              |       |
|  |              |              |   |              | 26 d'octubre |       |
|  |              |              |   |              | Austràlia    | 1     |
|  |              | Pakistan     | 2 |              |              |       |
|  |              |              |   |              |              |       |
|  |              |              |   |              |              |       |
|  |              |              |   |              | Tercer lloc  |       |
|  | 24 d'octubre | 24 d'octubre |   | 26 d'octubre | 26 d'octubre |       |
|  | Pakistan     | 1            |   | Índia        | 2            |       |
|  | RFA          | 0            |   |              | RFA          | 1     |